# Częstotliwość graniczna filtru

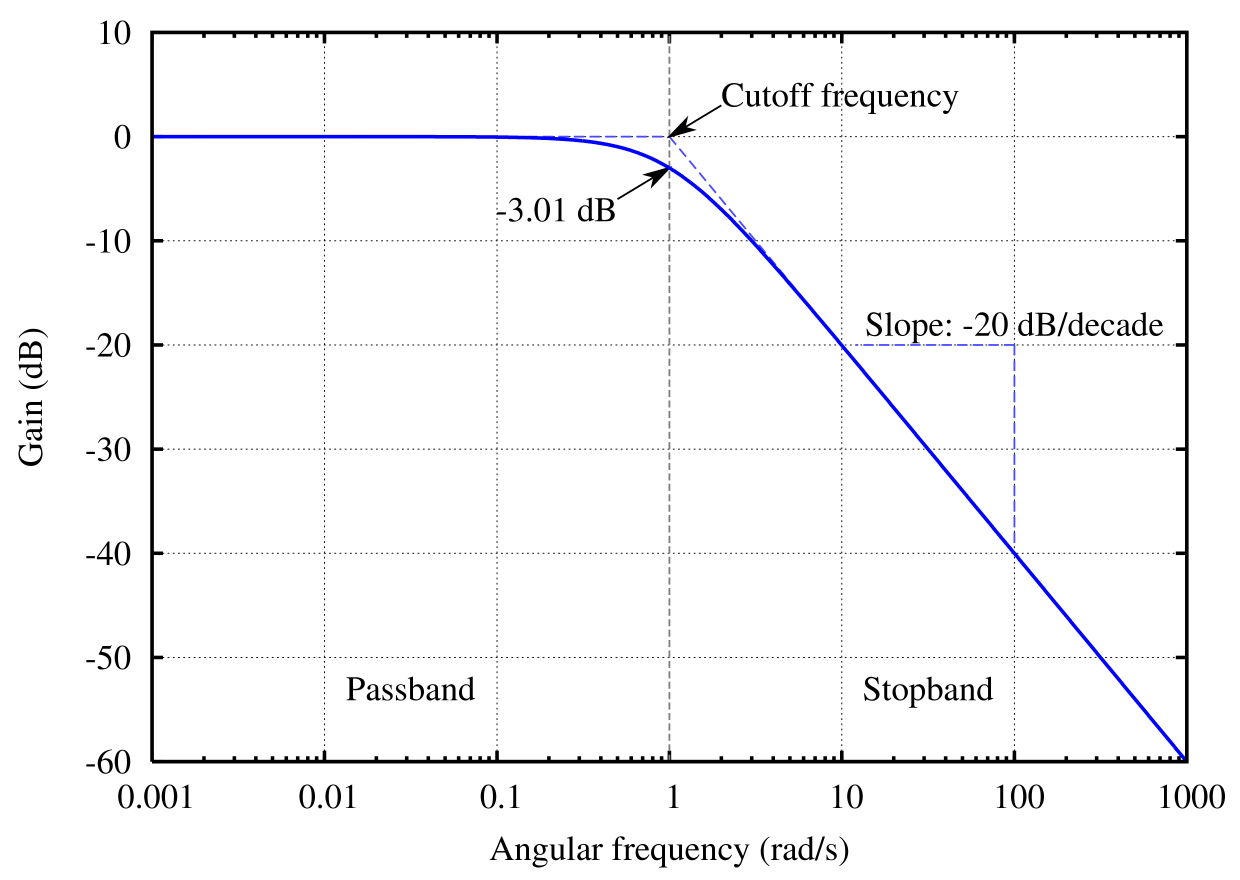
Przykład charakterystyki filtru dolnoprzepustowego, dla której wyraźnie widać częstotliwość graniczną (cutoff frequency)

Częstotliwość graniczna filtru – wartość graniczna częstotliwości, dla której kończy się umowne pasmo przepustowe filtru. W popularnej interpretacji, jest to częstotliwość, poza którą tłumienie wnoszone przez filtr staje się większe niż 3 dB w stosunku do tłumienia wewnątrz pasma przepustowego, które idealnie powinno wynosić 0 dB. W ścisłej definicji, częstotliwość graniczna pasma przepustowego może być wyznaczona przez punkt o dowolnym tłumieniu, które dla danego filtru wyznaczają  jego gabaryty.
W zależności od typu filtru częstotliwość graniczna może być:
- dla filtru dolnoprzepustowego częstotliwością górną (tak jak pokazano na rysunku),
- dla filtru górnoprzepustowego częstotliwością dolną,
- dla filtru środkowoprzepustowego oraz dla filtru środkowozaporowego częstotliwością dolną i górną.